# روبرت دوبويه
روبرت دوبويه هو عسكري كندي، ولد في 1928.